# ماركو جيرولامو فيدا
ماركو جيرولامو فيدا (1485، كريمونا - 27 سبتمبر 1556، ألبا) كان إنسانيا وكاتبا وشاعرا وأسقفـا إيطاليا.